# Ru de Vauhallan
Le ru de Vauhallan est un ruisseau français, affluent de la Bièvre, qui coule dans le département de l'Essonne et des Yvelines, en région Île-de-France.

## Étymologie
Le ru de Vauhallan tient son nom du village qu'il traverse en son cœur : Vauhallan, et dont le nom suggère le vallon traversé. L'appellation ru, désignant un petit ruisseau, est portée par de nombreux affluents de la Bièvre.

## Géographie

### Cours

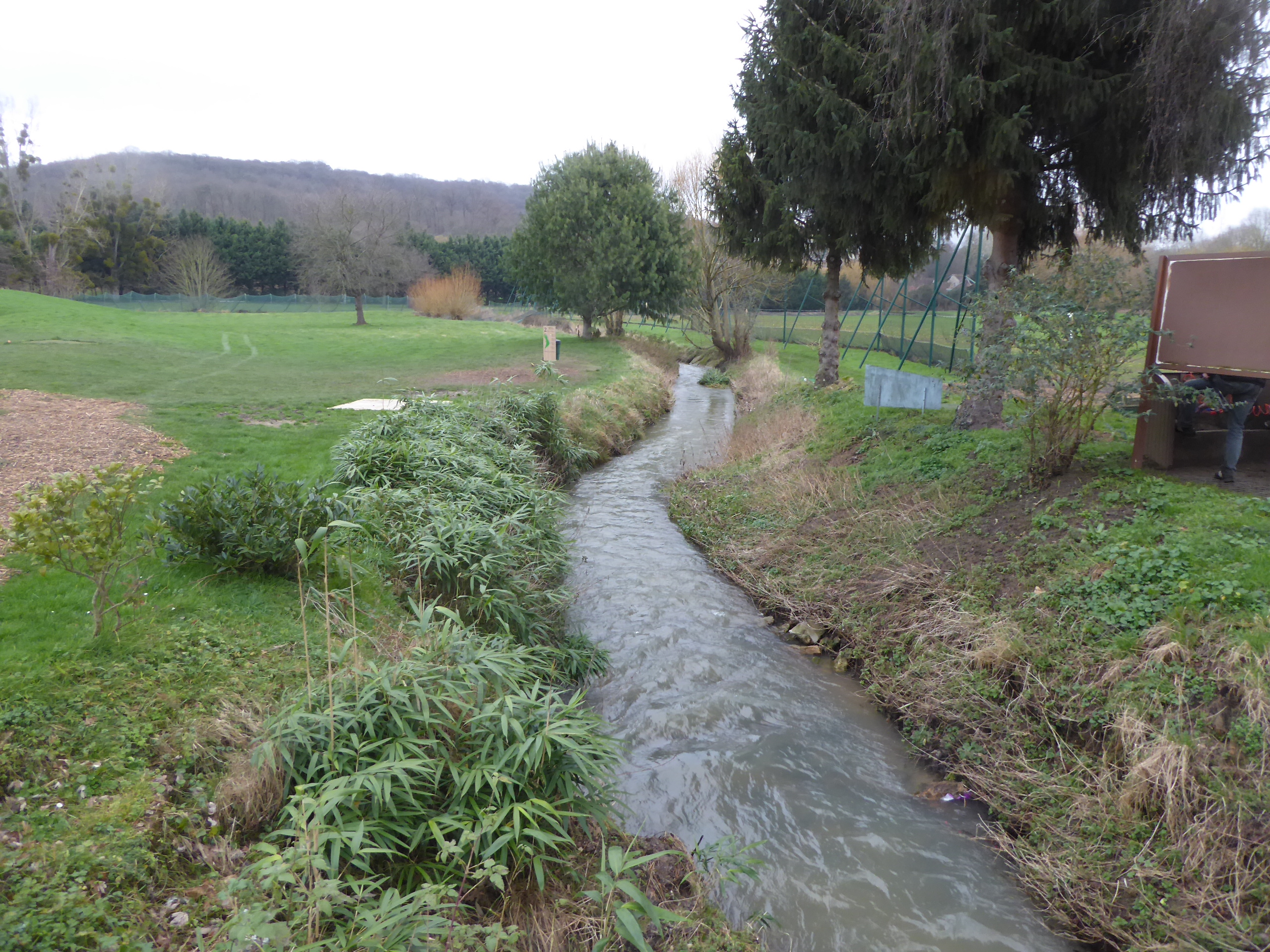
Dans le golf de Verrières près de son confluent avec la Bièvre.

Le ru de Vauhallan alimenté en amont par les étangs de Saclay passe sous la RN 118 s'écoule dans des prairies en contrebas du plateau de Favreuse (partie du plateau de Saclay), passe sous un chemin rural au lieu-dit le Bois Maréchal, se rapproche de la route de Favreuse longée sur 600 mètres, traverse le village de Vauhallan, parcourt un espace vert où ont été aménagés des parcours piétonniers puis passe à l'arrière des dépendances de pavillons à Vauhallan et à Igny, passe sous la RD 444.
Après être passé sous la voie ferrée du Transilien V (ligne Massy - Palaiseau – Versailles-Chantiers) et sous un rond-point au carrefour des routes D 60 et D 117, le ruisseau entre dans le domaine du golf de Verrières-le-Buisson où se situe son confluent avec la Bièvre.

### Affluent
Le ru de Vauhallan a un affluent sur sa rive droite près du village de Vauhallan, le ru des Mittez qui prend sa source en contrebas de la rigole domaniale (élément du réseau de rigoles du plateau de Saclay) et de l'abbaye de Limon.

## Histoire

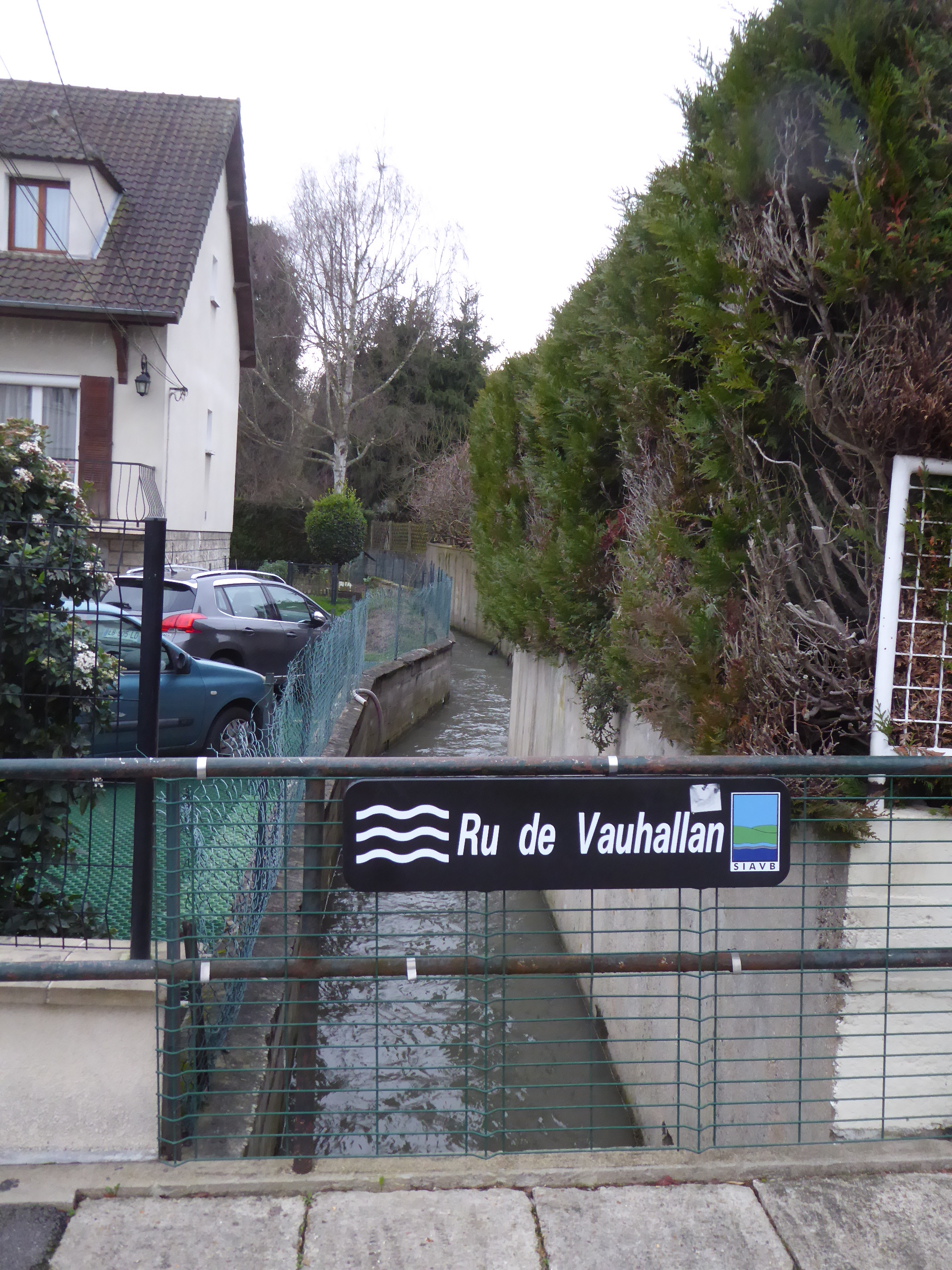
Sous la rue Alfred-de-Vigny.

La création des étangs de Saclay en 1681 a modifié la partie amont du ru de Vauhallan.
Un lavoir public était situé à l'angle de la rue de la Grande-Fontaine et de la rue de l'Église. Ce bâtiment existe encore et a été restauré.
L'urbanisation à partir des années 1920 à Igny a amené la canalisation de son parcours aval entre des berges bétonnées dans la traversée des quartiers pavillonnaires.

## Départements et communes traversées
Le ruisseau de Vauhallan traverse cinq communes :

### Dans l'Essonne
- Igny  ~ Saclay ~ Vauhallan ~ Verrières-le-Buisson

### Dans les Yvellines
- Toussus-le-Noble